# Lago Nasser
O lago Nasser (em árabe: بحيرة ناصر Boħēret Nāṣer, Árabe egípcio: [boˈħeːɾet ˈnɑːsˤeɾ]) é um vasto reservatório situado no sul do Egito e no norte do Sudão. É um dos maiores lagos artificiais do mundo. Originalmente, o Sudão era contra a construção do lago, porque invadiria terras no norte, onde vivia o povo núbio. Eles teriam que ser reassentados. No final, as terras do Sudão perto da área do lago foram, em sua maioria, inundadas.
Estritamente, "Lago Nasser" refere-se apenas à porção maior do lago que se encontra no território egípcio (83% do total), com os sudaneses preferindo chamar seu corpo menor de Lago Núbia (em árabe egípcio:  بحيرة النوبة Boħēret Nubeyya, [boˈħeːɾet nʊˈbejjæ]).

## Descrição
O lago tem 479 quilômetros de comprimento e dezesseis quilômetros de diâmetro em seu ponto mais largo, próximo ao Trópico de Câncer. Ele cobre uma área total de 5.250 quilômetros quadrados e tem uma capacidade de armazenamento de cerca de 132 quilômetros cúbicos de água.
O lago foi criado como resultado da construção da Represa Alta de Assuã através das águas do Nilo entre 1958 e 1970." O lago recebeu o nome de Gamal Abdel Nasser, um dos líderes da Revolução Egípcia de 1952 e o segundo Presidente do Egito, que iniciou o projeto de Alta Barragem. Foi o presidente Anwar Al Sadat quem inaugurou o lago e a represa em 1970.

## Problemas atuais
O Egito não possui a água necessária para a agricultura. A Grande Barragem do Renascimento da Etiópia, atualmente em construção na Etiópia, provavelmente afetará adversamente o Lago Nasser. Embora esta beneficie o Sudão e a Etiópia, causou tensões entre os países envolvidos. O Egito teme que a nova barragem impeça o rio Nilo de encher adequadamente o lago Nasser. O suprimento de água do lago Nasser produz eletricidade, e existe a preocupação de que a diminuição da água que flui para o lago Nasser afete adversamente a capacidade da represa de Assuã de gerar eletricidade. Existem estações de bombeamento que controlam a água que entra no lago Nasser, e atualmente esse projeto gera dez bilhões de quilowatt-hora de energia hidrelétrica a cada ano para os egípcios.

## Esporte e turismo
Um recinto de peixes foi construído no lago Nasser. A pesca entre os turistas, especialmente a perca-do-nilo, tornou-se cada vez mais popular, tanto na costa quanto nos barcos. Embora o Abul-Simbel e outros templos tenham sido fisicamente movidos para terrenos mais altos e para diferentes locais para impedir sua destruição pelo novo lago, outros locais antigos do Egito, como a enorme fortaleza de Buém, foram inundados e agora estão debaixo d'água. As estátuas de Ramessés II e outras, no Templo de Abul-Simbel, têm vista para o lago Nasser e os turistas podem apreciar a vista em navios de cruzeiros.

## Galeria

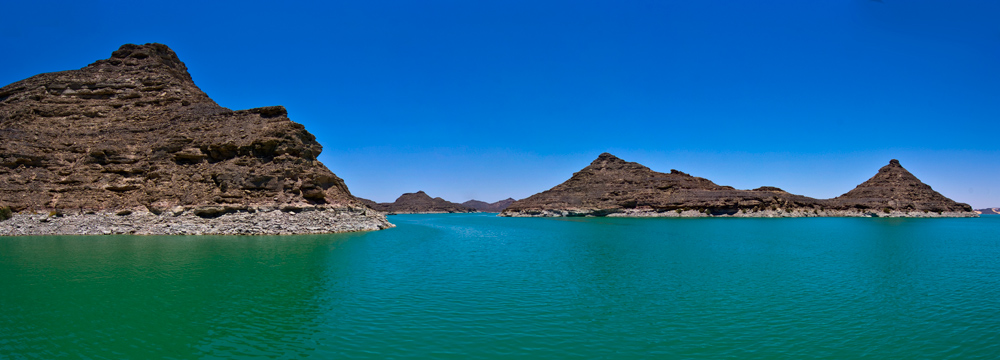
Vista panorâmica do Lago Nasser
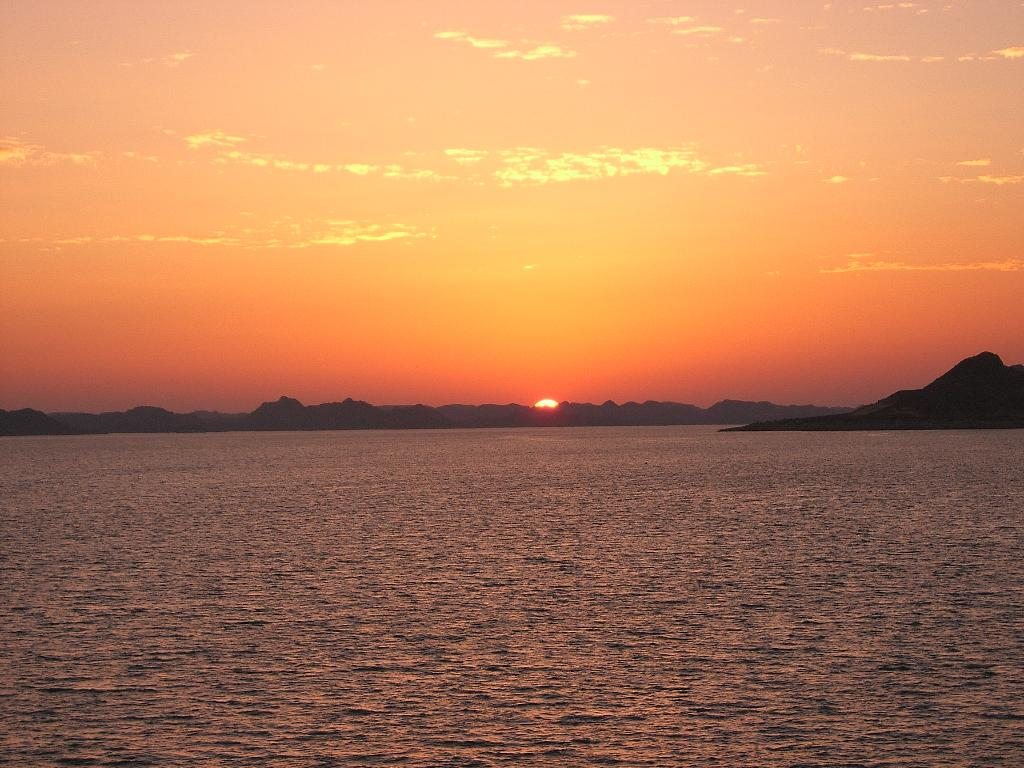
Vista panorâmica do Lago Nasser ao amanhecer
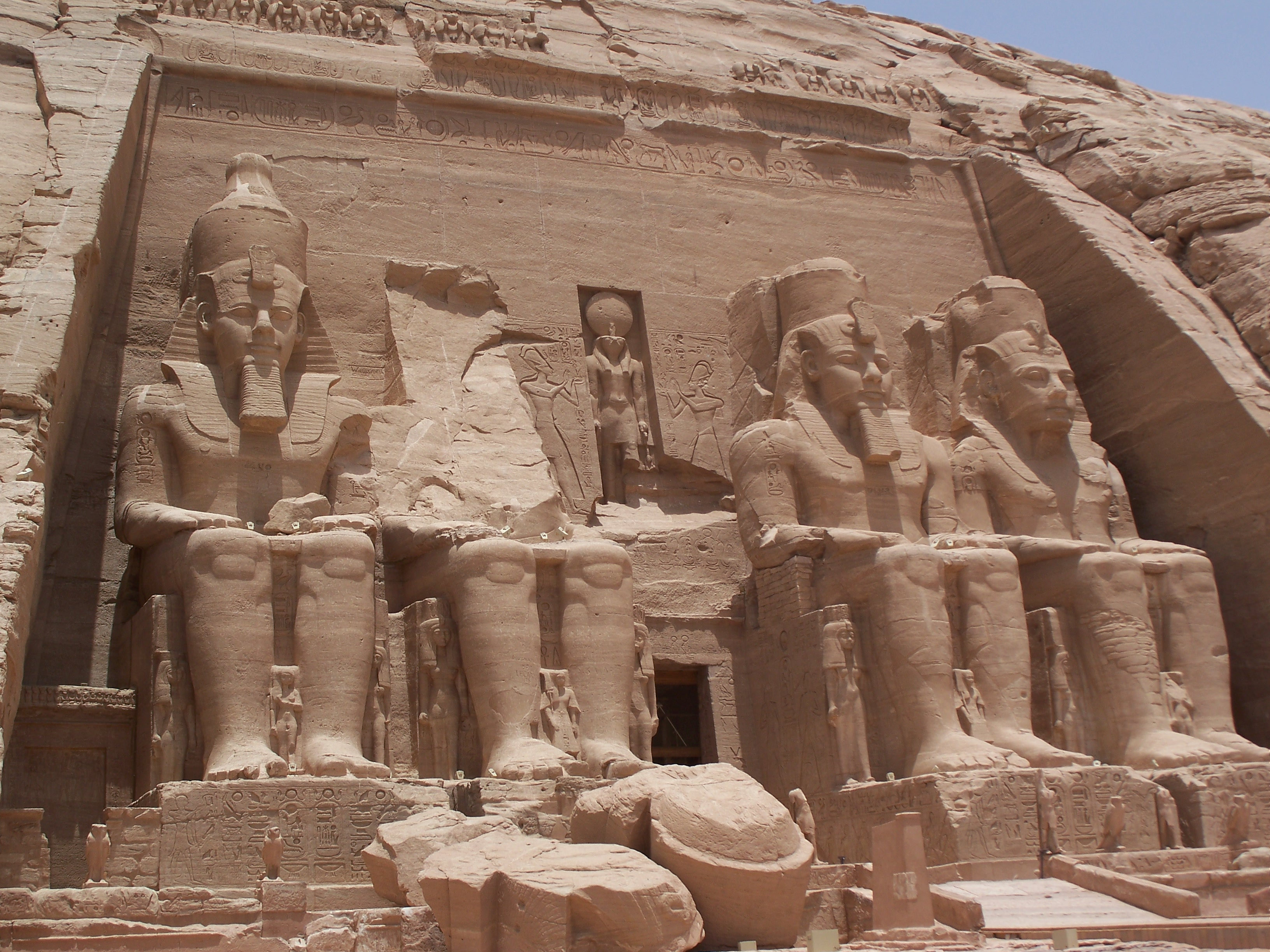
Vista de Abu-Simbel do Lago Nasser

## Leitura posterior
- Helen Chapin Metz. Egypt: A Country Study. Washington: GPO for the Library of Congress, 1990., Helen Chapin Metz, ed.